# Gródczanki
Gródczanki (deutsch Ratsch, tschechisch Hradčánky) ist ein Ort in der Gemeinde Pietrowice Wielkie (Groß Peterwitz) im Powiat Raciborski der Woiwodschaft Schlesien in Polen.

## Geografie

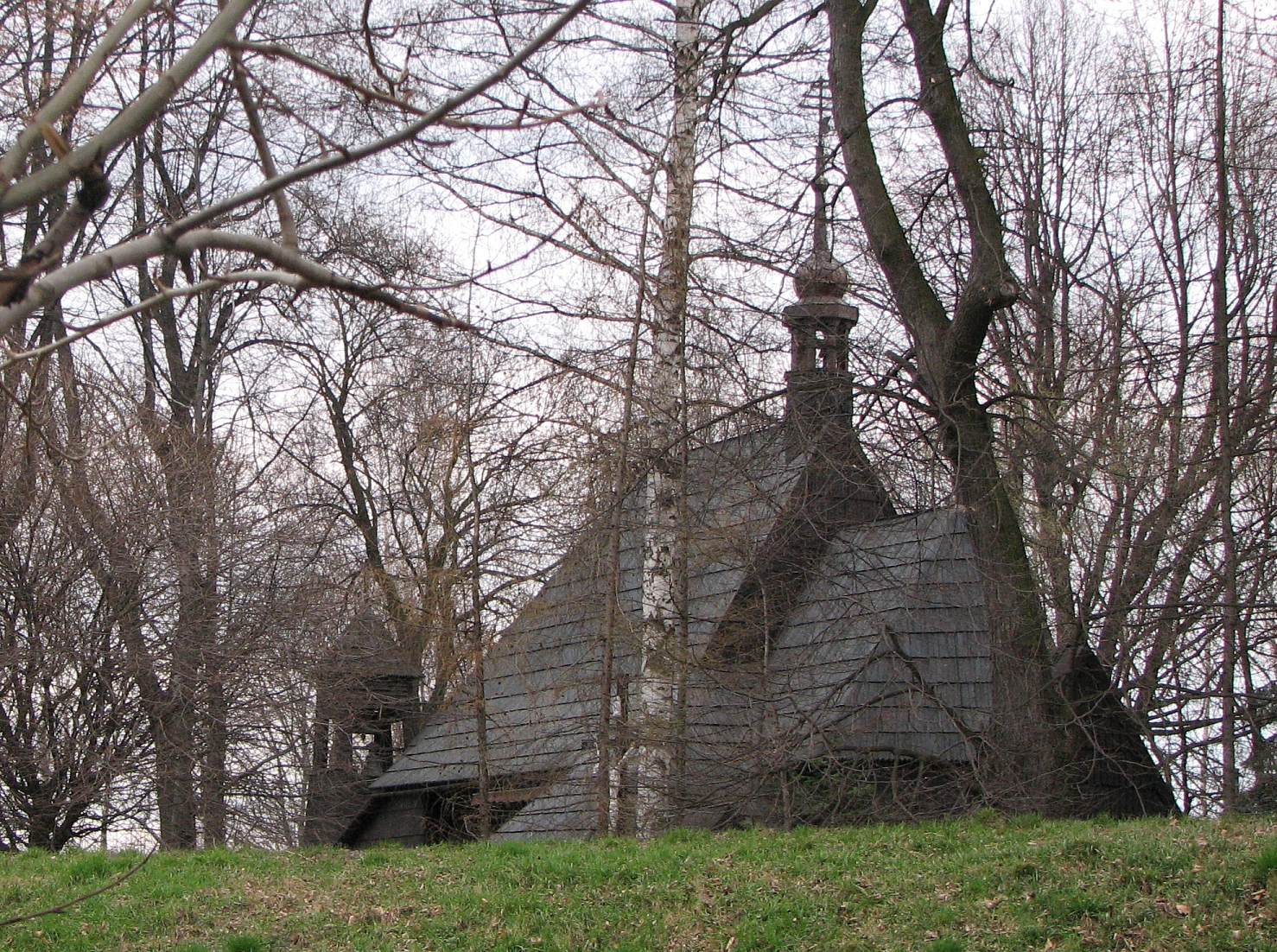
Die Kreuzkirche

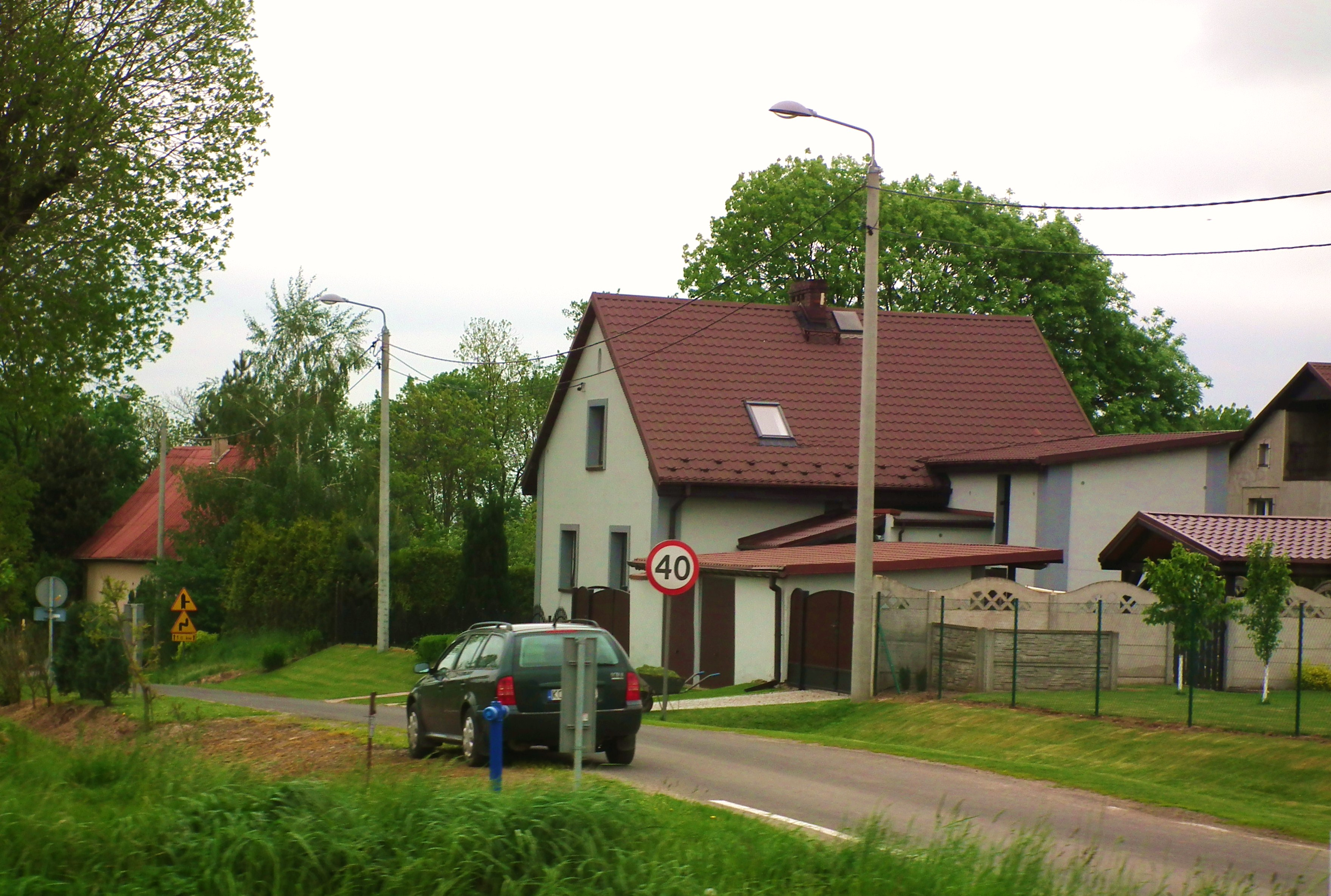
Ortsbild

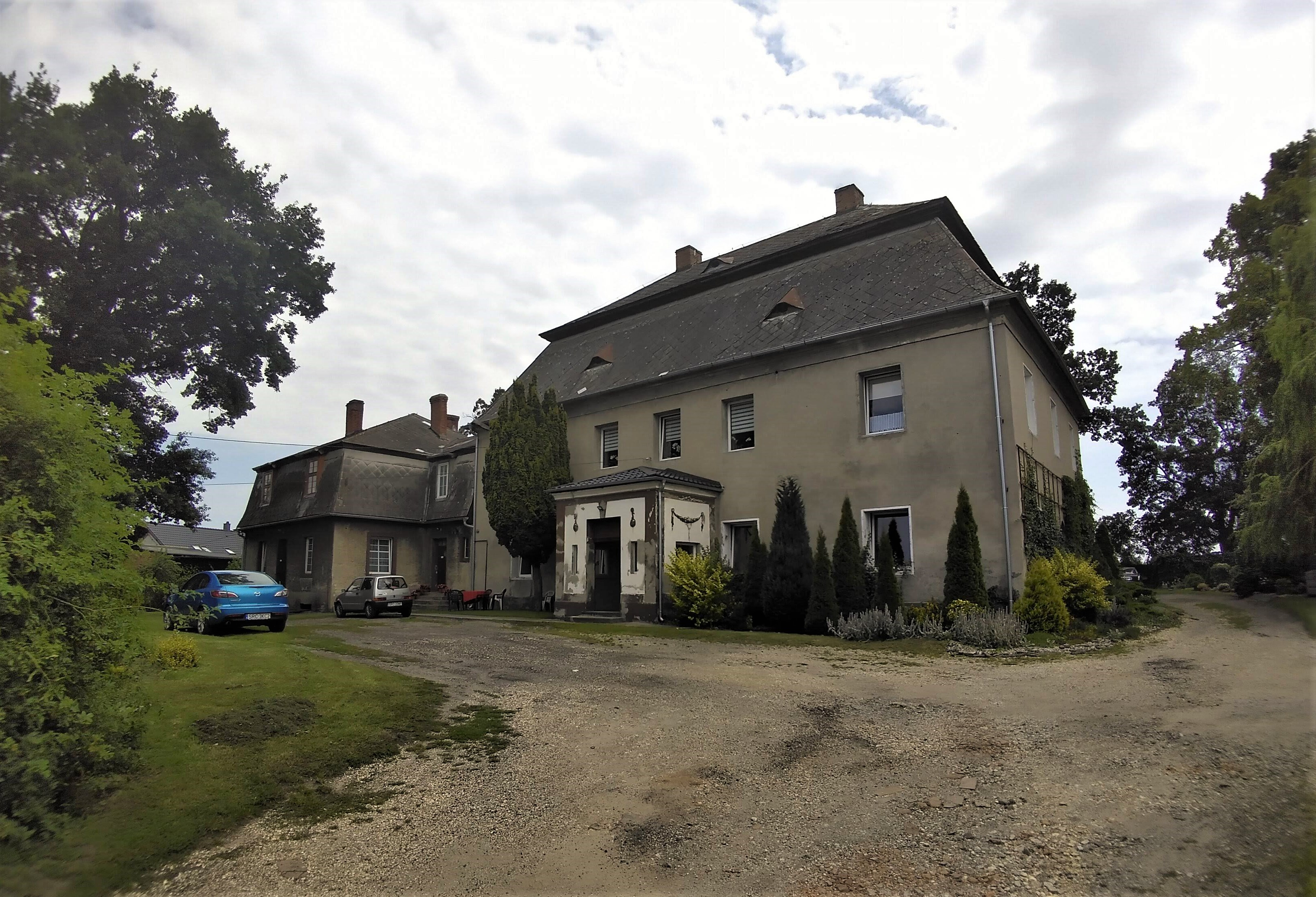
Blick auf das Schloss

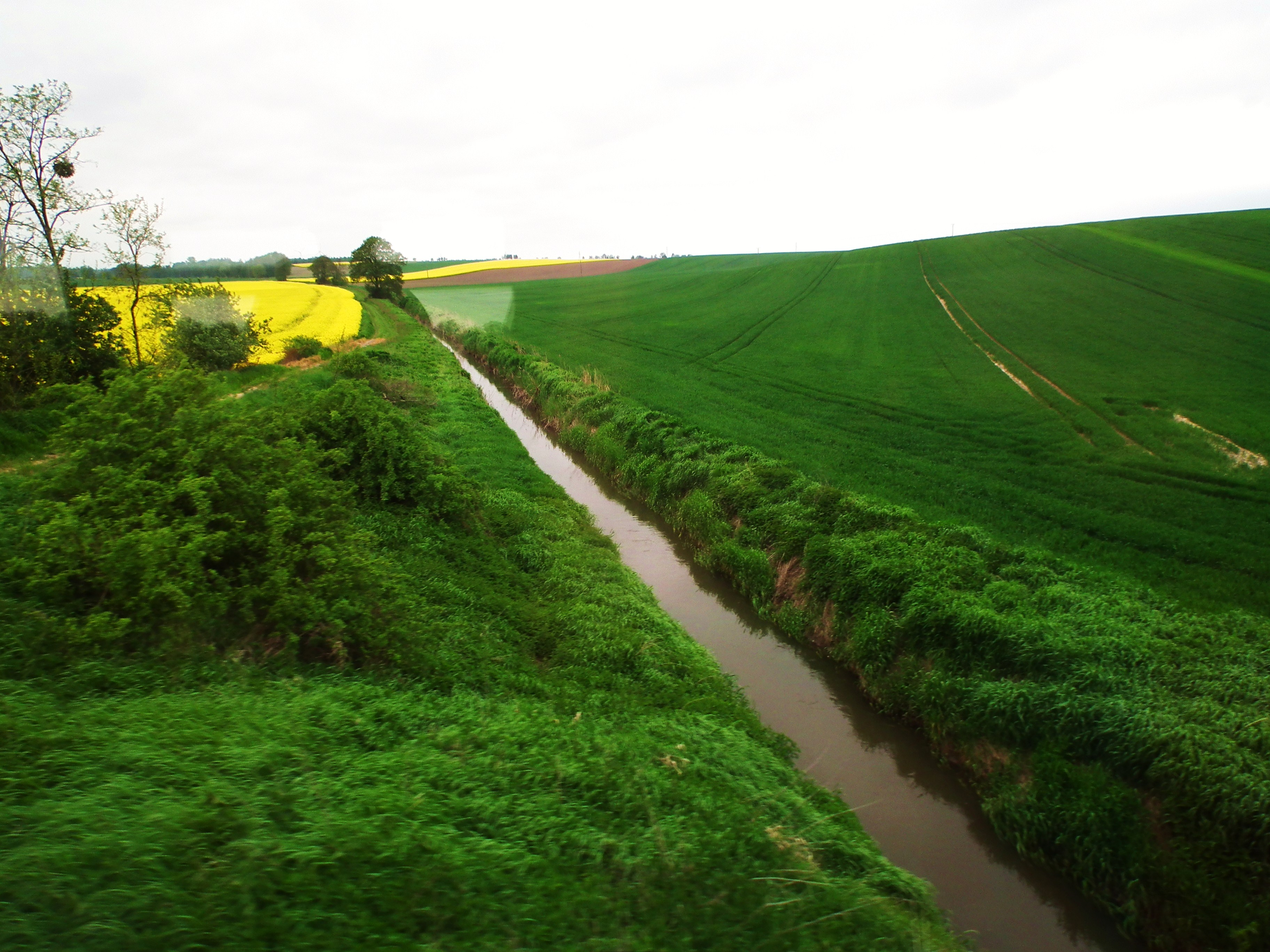
Die Troja

Gródczanki liegt vier Kilometer südwestlich von Pietrowice Wielkie (Groß Peterwitz), 14 Kilometer westlich von Racibórz (Ratibor) und 90 Kilometer westlich von Kattowitz an der Troja, die die Landesgrenze zu Tschechien bildet.
Gródczanki gehören die Weiler Poddębina (Neuhof) und Skowronów (Kolonie Lerchenfeld).

## Geschichte
Der Ort entstand spätestens im 14. Jahrhundert. 1377 wurde der Ort erstmals urkundlich erwähnt. Seit der ersten Hälfte des 15. Jahrhunderts bildete Ratsch zusammen mit Thröm eine kleine Grundherrschaft, deren Besitzer die Zemanenfamilie Bawor von Hratschein und Thröm war. Ab 1485 gehörte die Herrschaft dem Jarosch Kanka von Wrzessowitz. Zu den nachfolgenden Grundherren gehörten ab 1522 Philipp Bistritzky von Stwolowa, ab 1564 Latzek Hojer von Füllstein und ab 1567 Georg Bernhard Tworkau. Letzterer ließ 1580 in Thröm einen neuen Herrenhof errichten, zu dessen Bau die Untertanen zu Frondiensten bei der Lieferung von Holz verpflichtet wurden. 1582 erwarb der Hauptmann des Herzogtums Troppau, Johann von Würben auf Hultschin die vereinigten Güter Ratsch und Thröm. Der Ort blieb im Besitz der Familie bis zum Dreißigjährigen Krieg. Auf Johanns Sohn Stefan folgte Johann der Jüngere von Würben auf Stremplowitz aus der Freudenthaler Linie. Dessen Besitz wurde 1621 nach der Schlacht am Weißen Berg konfisziert; Ratsch gelangte zusammen mit Thröm an den Deutschritterorden.
Nach dem Ersten Schlesischen Krieg fiel Ratsch 1742 wie fast ganz Schlesien an Preußen. 1743 wurde das zum (preußischen) Fürstentumsanteil Troppau gehörige Dorf dem neugebildeten Kreis Leobschütz zugeordnet. Der Ort wurde 1784 im Buch Beytrage zur Beschreibung von Schlesien als Ratsch erwähnt, gehörte dem Deutschen Orden und lag im Kreis Leobschütz. Damals hatte er 134 Einwohner, die deutsch waren, ein Vorwerk, elf Gärtner und zwölf Häusler. Durch das Edikt vom 30. Oktober 1810 wurden die Deutschordensgüter säkularisiert und dem preußischen Staat zugesprochen, jedoch dem Hochmeister Anton Viktor von Österreich weiterhin zum Nießbrauch überlassen. Im Zuge der Kreisreform vom 1. Januar 1818 wurde Ratsch dem Kreis Ratibor zugewiesen. Nach dem Tod des Hochmeisters Maximilian Joseph von Österreich-Este nahm der preußische Staatsfiskus die Ordensgüter Ratsch und Thröm 1863 selbst in Besitz. 1865 bestand Raatsch aus einem Rittergut und einer Landgemeinde. Der Ort hatte zu diesem Zeitpunkt zehn Gärtnerstellen und 15 Häuslerstellen sowie eine Mühle. Die Schule befand sich in Thröm. Zusammen mit Thröm und Zauditz bildete Ratsch eine deutsche Sprachinsel in dem ansonsten mährischsprachigen Landstrich. Im Mai 1874 wurde aus den Landgemeinden Ratsch und Thröm sowie dem Gutsbezirk Ratsch Amtsbezirk Ratsch gebildet. Bis zur Abtretung des Hultschiner Ländchens an die Tschechoslowakei im Jahre 1920 war Ratsch zur Kirche St. Georg in Thröm eingepfarrt.
Bei der Volksabstimmung in Oberschlesien am 20. März 1921 stimmten vor Ort 108 Wahlberechtigte für einen Verbleib Oberschlesiens bei Deutschland und einer für eine Zugehörigkeit zu Polen. Auf dem Gut stimmten 38 für Deutschland und keiner für Polen. Ratsch verblieb nach der Teilung Oberschlesiens beim Deutschen Reich. Bis 1945 befand sich der Ort im Landkreis Ratibor.
1945 kam der bis dahin deutsche Ort unter polnische Verwaltung und wurde anschließend der Woiwodschaft Schlesien angeschlossen und ins polnische Gródczanki umbenannt. 1950 kam der Ort zur Woiwodschaft Oppeln, 1975 zur Woiwodschaft Kattowitz und 1999 zum wiedergegründeten Powiat Raciborski und zur Woiwodschaft Schlesien.

## Bauwerke
- Schloss im barocken-klassizistischen Stil von 1800[6][7][8]
- Steinernes Wegkreuz von 1800
- Wallburg an der Troja
- Die Kreuzkirche im Weiler Skowronów (Kolonie Lerchenfeld), eine Wallfahrtskirche aus Schrotholz aus dem 17. Jahrhundert.
- Der Heilige Brunnen, eine neogotische Kapelle aus roten Ziegelsteinen.